# Золото як інвестиція

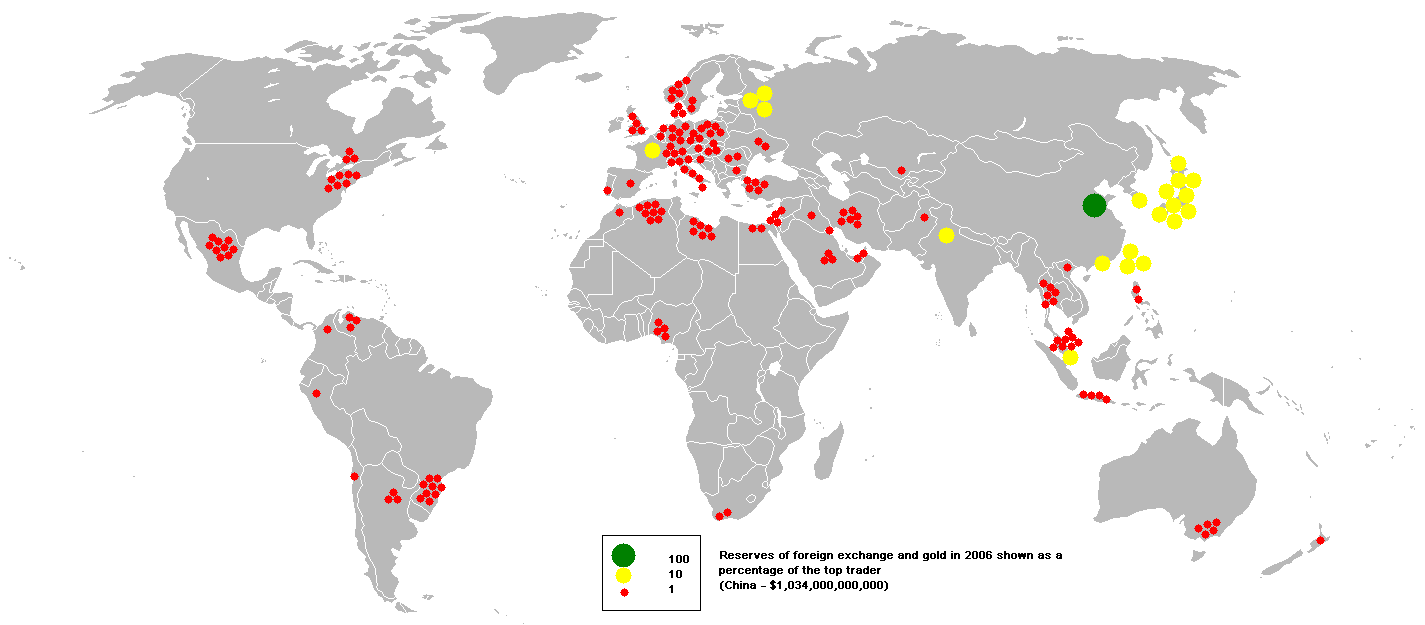
Резерви SDR, іноземної валюти та золота у 2006 році

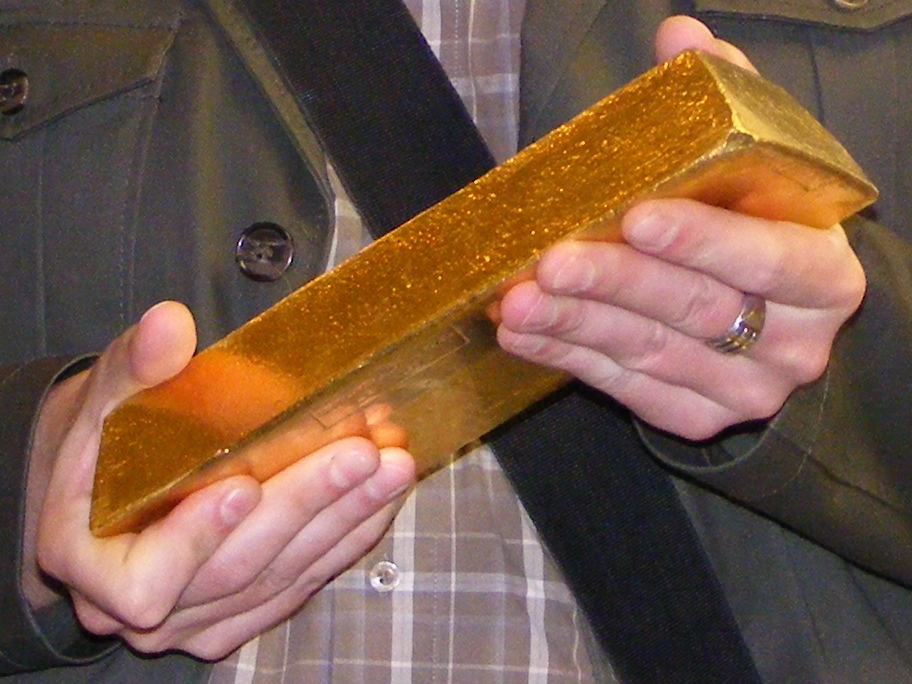
Злиток Good Delivery – стандарт торгівлі на основних міжнародних ринках золота.

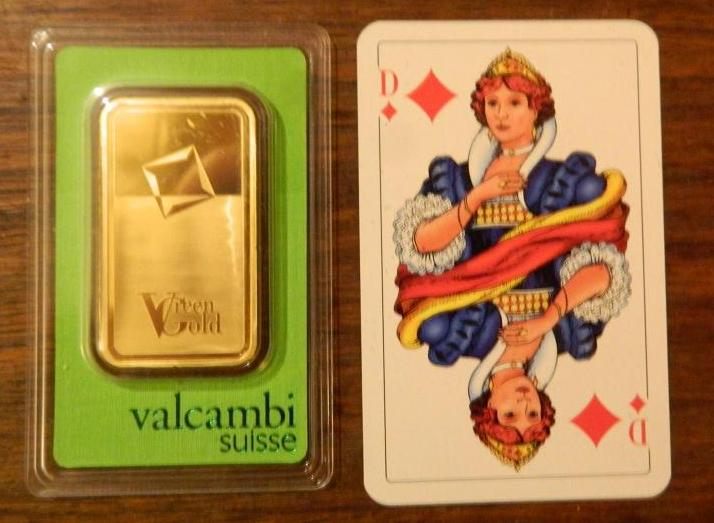
Розмір 100-грамового золотого злитка, упакованого в пробу для підтвердження автентичності, порівняно з гральною картою.

З усіх дорогоцінних металів золото є найпопулярнішим інструментом для інвестицій. Інвестори зазвичай купують золото як спосіб диверсифікації ризику, особливо за допомогою ф'ючерсних контрактів та деривативів. Ринок золота, як і інші ринки, схильний до спекуляцій та волатильності. Порівняно з іншими дорогоцінними металами, що використовуються для інвестицій, золото є найефективнішим безпечним притулком у багатьох країнах. 

## Ціна золота

Ціни на золото (у доларах США за тройську унцію) у номінальному вираженні та з урахуванням інфляції у доларах США з 1914 року.

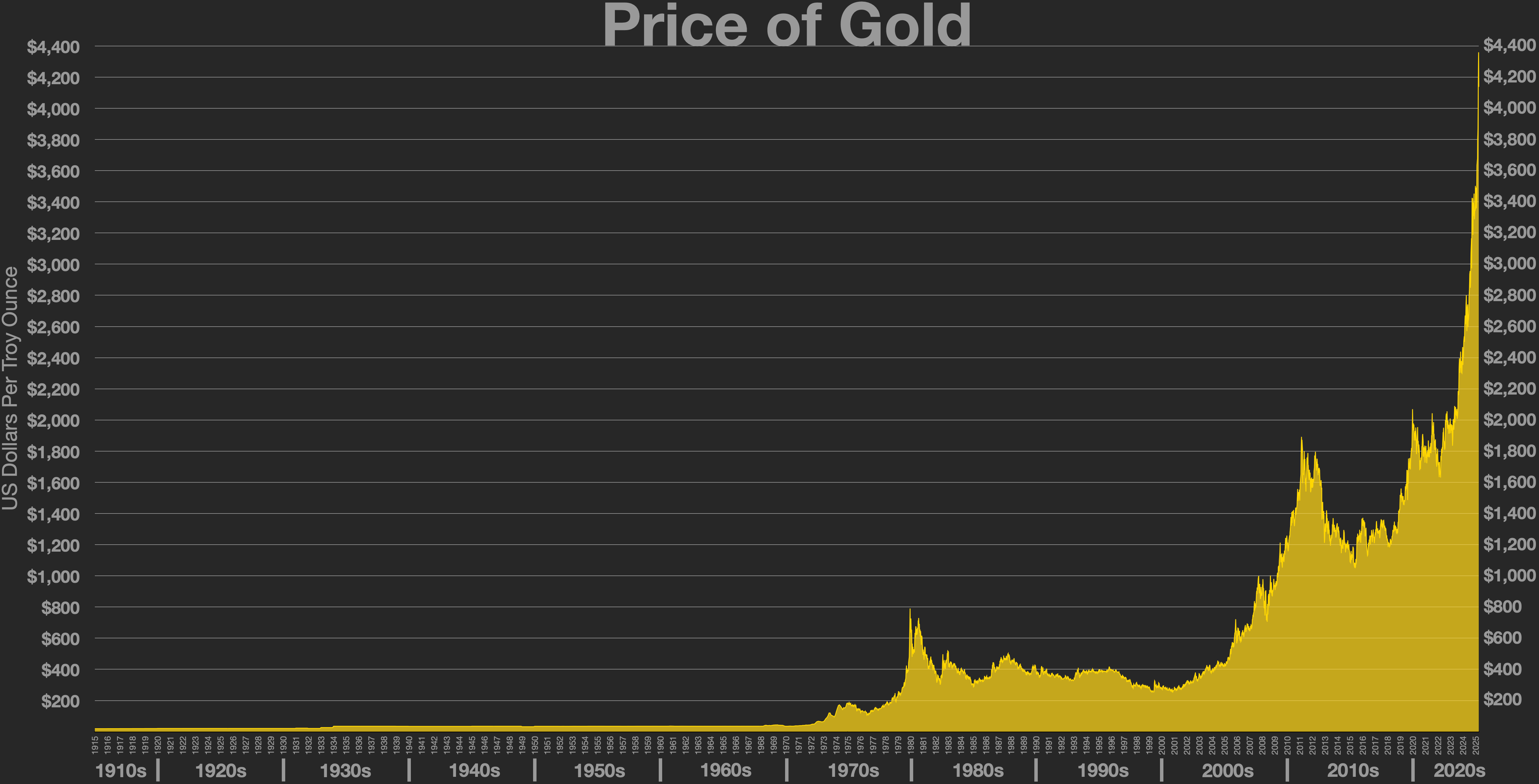
Ціна золота 1915–2022

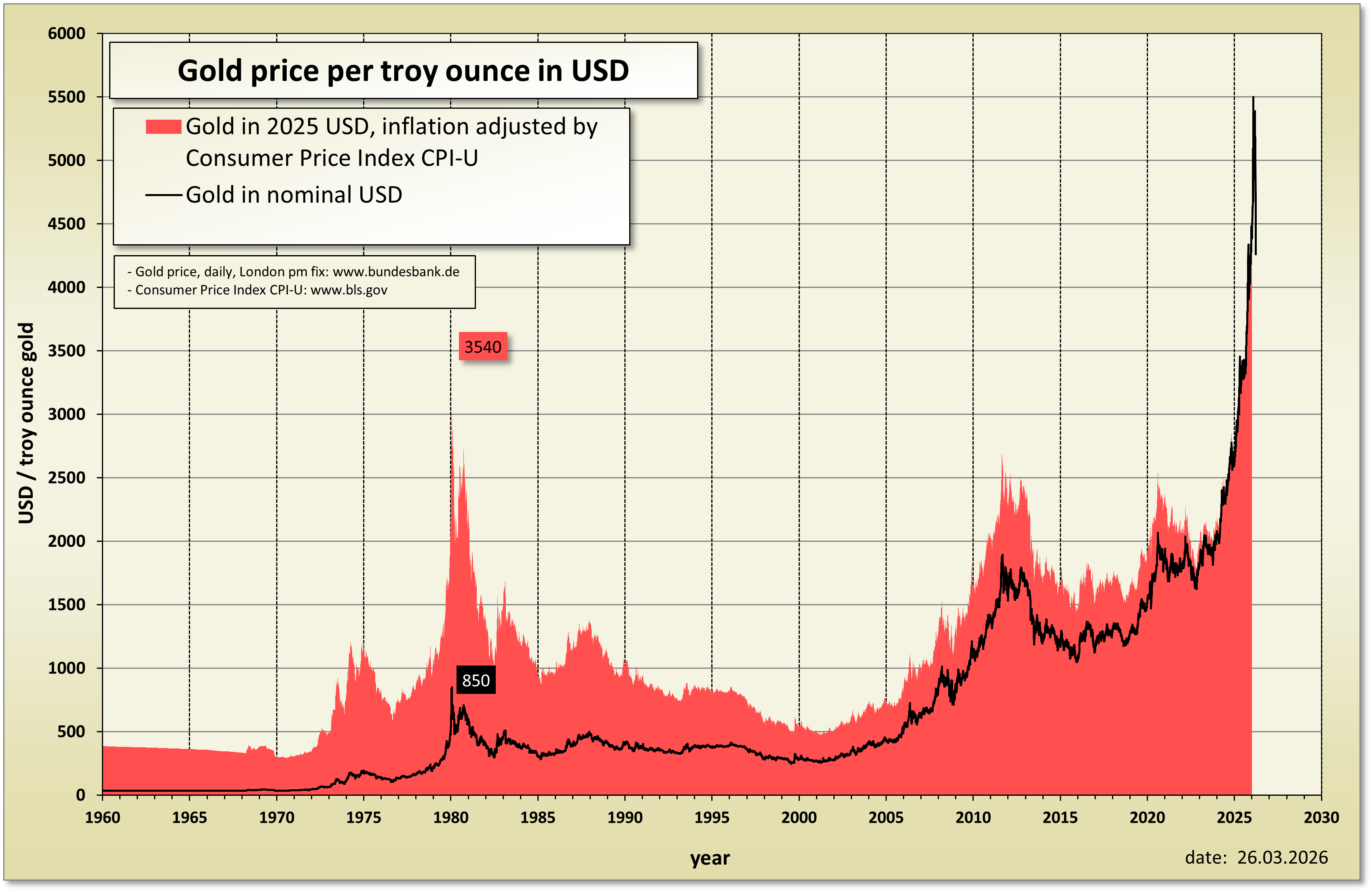
Історія цін на золото з 1960 року по теперішній час

Ціна золота за грам між січнем 1971 року та січнем 2012 року. Графік показує номінальну ціну в доларах США, ціну в доларах США 1971 та 2011 років. Помітний пік у 1980 році настав після радянської військової участі в Афганістані, після десятиліття інфляції, нафтових криз та американських військових невдач.

Золото використовувалося протягом всієї історії як гроші і було відносним стандартом для еквівалентів валют, специфічних для економічних регіонів або країн, до недавніх часів. Багато європейських країн запровадили золотий стандарт у другій половині 19 століття, поки їх тимчасово не призупинили під час фінансової кризи, пов'язаної з Першою світовою війною. Після Другої світової війни Бреттон-Вудська система прив'язала долар США до золота за курсом 35 доларів США за тройську унцію. Система проіснувала до Ніксонівського шоку 1971 року, коли США в односторонньому порядку призупинили пряму конвертованість долара США в золото і здійснили перехід до системи фіатних валют. Останньою великою валютою, яка була відокремлена від золота, став швейцарський франк у 2000 році.
З 1919 року найпоширенішим орієнтиром ціни на золото є лондонський золотий фіксинг — телефонна зустріч представників п'яти фірм, що торгують зливками на лондонському ринку зливків, яка відбувається двічі на день. Крім того, золото безперервно торгується по всьому світу на основі внутрішньоденної спотової ціни, яка визначається на позабіржових ринках торгівлі золотом по всьому світу (код «XAU»). У наступній таблиці наведена ціна золота в порівнянні з різними активами та ключова статистика за п'ятирічні інтервали.
| Year                                                      | GoldUSD/ ozt | DJIA   | DJIA | World GDP       | World GDP      | US Debt        | US Debt        | Debt per capita | Debt per capita | Trade-weighted<br id="mwbg"><br>US dollar<br id="mwbw"><br>index |
| Year                                                      | GoldUSD/ ozt | USD    | XAU  | USD (trillions) | XAU (billions) | USD (billions) | XAU (billions) | USD             | XAU             | Trade-weighted<br id="mwbg"><br>US dollar<br id="mwbw"><br>index |
| --------------------------------------------------------- | ------------ | ------ | ---- | --------------- | -------------- | -------------- | -------------- | --------------- | --------------- | ---------------------------------------------------------------- |
| 1970                                                      | 37           | 839    | 22.7 | 3.3             | 89.2           | 370            | 10.0           | 1,874           | 50.6            |                                                                  |
| 1975                                                      | 140          | 852    | 6.1  | 6.4             | 45.7           | 533            | 3.8            | 2,525           | 18.0            | 33.0                                                             |
| 1980                                                      | 590          | 964    | 1.6  | 11.8            | 20.0           | 908            | 1.5            | 4,013           | 6.8             | 35.7                                                             |
| 1985                                                      | 327          | 1,547  | 4.7  | 13.0            | 39.8           | 1,823          | 5.6            | 7,657           | 23.4            | 68.2                                                             |
| 1990                                                      | 391          | 2,634  | 6.7  | 22.2            | 56.8           | 3,233          | 8.3            | 12,892          | 33.0            | 73.2                                                             |
| 1995                                                      | 387          | 5,117  | 13.2 | 29.8            | 77.0           | 4,974          | 12.9           | 18,599          | 48.1            | 90.3                                                             |
| 2000                                                      | 273          | 10,787 | 39.5 | 31.9            | 116.8          | 5,662          | 20.7           | 20,001          | 73.3            | 118.6                                                            |
| 2005                                                      | 513          | 10,718 | 20.9 | 45.1            | 87.9           | 8,170          | 15.9           | 26,752          | 52.1            | 111.6                                                            |
| 2010                                                      | 1,410        | 11,578 | 8.2  | 63.2            | 44.8           | 14,025         | 9.9            | 43,792          | 31.1            | 99.9                                                             |
| 1970 to 2010 net change, in %                             |              |        |      |                 |                |                |                |                 |                 |                                                                  |
|                                                           | 3,792        | 1,280  | ...  | ...             | ...            | 3,691          | ...            | 2,237           | ...             | ...                                                              |
| 1975 (post US off gold standard) to 2010 net change, in % |              |        |      |                 |                |                |                |                 |                 |                                                                  |
|                                                           | 929          | 1,259  | ...  | ...             | ...            | 2,531          | ...            | 1,634           | ...             | ...                                                              |

### Чинники впливу

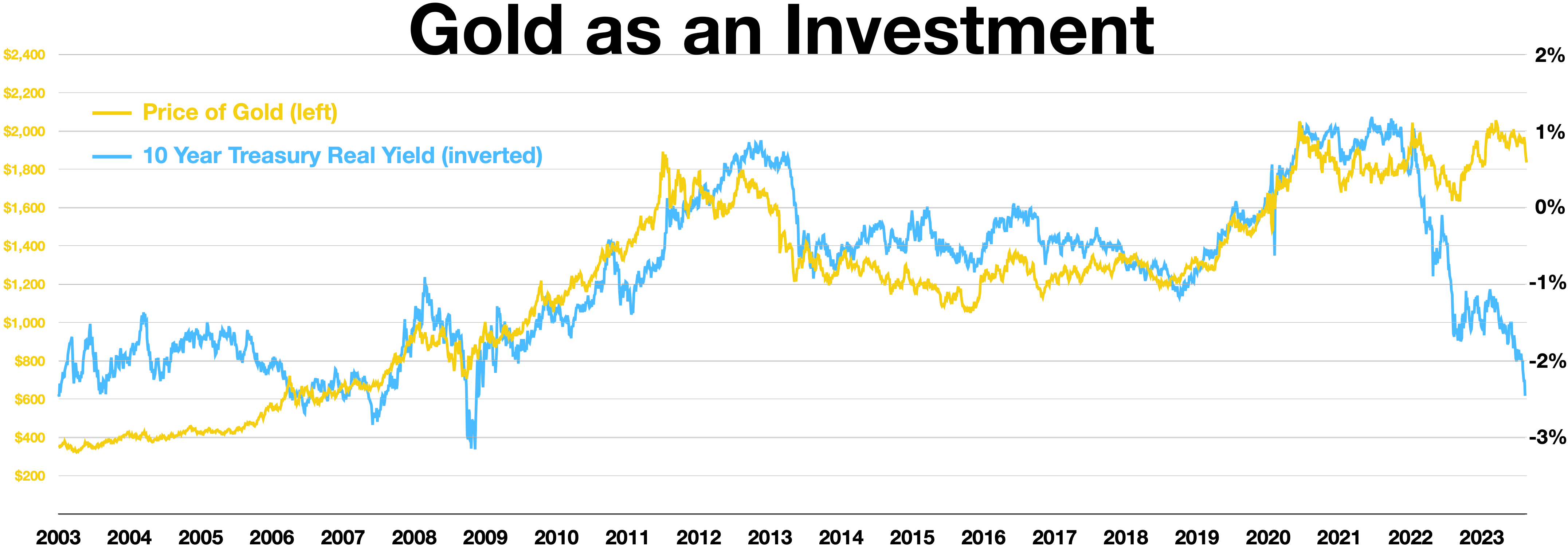

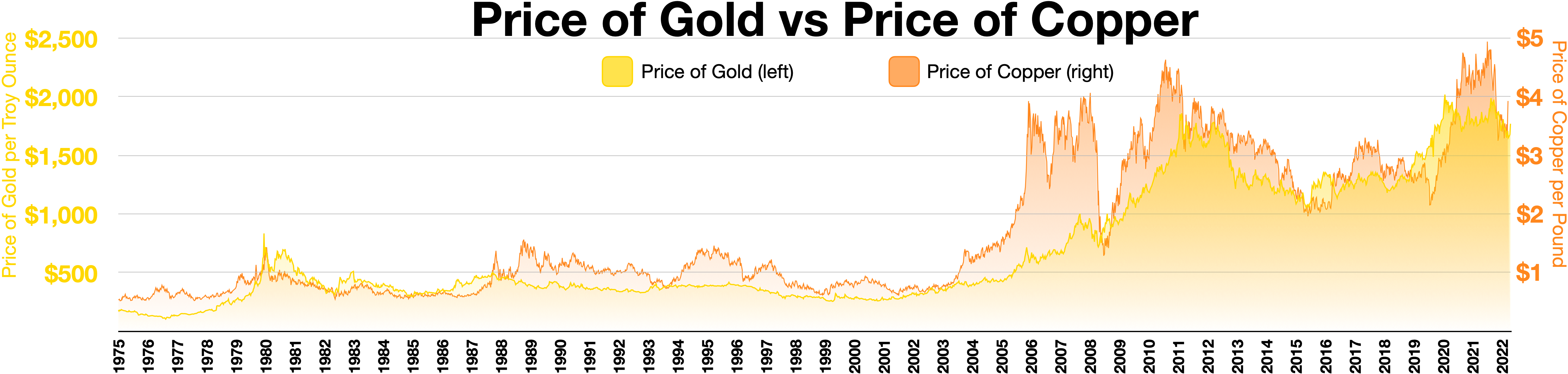
Price of gold vs price of copper
Price of gold (left) Price of gold (left)
Price of copper (right)

Як і на більшість товарів, на ціну золота впливають попит і пропозиція, в тому числі спекулятивний попит. Однак, на відміну від більшості інших товарів, заощадження та використання відіграють більшу роль у формуванні ціни золота, ніж його споживання. Більшість коли-небудь видобутого золота все ще існує в доступній формі, наприклад, у зливках і ювелірних виробах масового виробництва, вартість яких не перевищує їхню малу вагу, отже, вони майже так само ліквідні, як і зливки, і можуть повернутися на ринок золота. Наприкінці 2006 року було підраховано, що загальний обсяг коли-небудь видобутого золота становив 158 000 тонн (156 000 довгих тонн; 174 000 коротких тонн).
Враховуючи величезну кількість золота, що зберігається під землею, порівняно з річним видобутком, на ціну золота в основному впливають зміни настроїв, які однаково впливають на ринковий попит і пропозицію, а не зміни річного видобутку.  За даними Всесвітньої ради з золота, річний видобуток золота в шахтах за останні кілька років становить близько 2 500 тонн. Близько 2 000 тонн йде на ювелірне, промислове і стоматологічне виробництво, а близько 500 тонн - на роздрібних інвесторів і біржові золоті фонди.

#### Центральні банки
Центральні банки та Міжнародний валютний фонд відіграють важливу роль у ціні золота. Наприкінці 2004 року центральні банки та офіційні організації утримували 19% усього наземного золота як офіційні золоті резерви .  Десятирічна Вашингтонська угода щодо золота (WAG), що датується вереснем 1999 року, обмежувала продаж золота її членами (Європа, Сполучені Штати, Японія, Австралія, Банк міжнародних розрахунків та Міжнародний валютний фонд) до менш ніж 400 тонн на рік.  У 2009 році цю угоду було продовжено на п'ять років з обмеженням у 500 тонн.  Європейські центральні банки, такі як Банк Англії та Швейцарський національний банк, були основними продавцями золота протягом цього періоду.  У 2014 році угоду було продовжено ще на п'ять років на рівні 400 тонн на рік. У 2019 році угоду знову не було продовжено.
Хоча центральні банки зазвичай не оголошують про купівлю золота заздалегідь, деякі з них, такі як Росія, висловили зацікавленість у збільшенні своїх золотовалютних резервів наприкінці 2005 року. [На початку 2006 року Китай, який тримає лише 1,3% своїх резервів у золоті,, оголосив, що шукає шляхи підвищення прибутковості своїх офіційних резервів. Деякі «бики» сподіваються, що це свідчить про те, що Китай може перевести більшу частину своїх резервів у золото, як це роблять інші центральні банки. Китайські інвестори почали розглядати золото як альтернативу інвестиціям в євро після початку кризи в єврозоні в 2011 році. З того часу Китай став найбільшим споживачем золота у світі станом на 2013 рік.
На ціну золота може впливати низка макроекономічних змінних.. До таких змінних належать ціна на нафту, використання кількісного пом'якшення, коливання валютних курсів і прибутковість фондових ринків.
| Years     | Amount of gold sold by IMF                         | sold to               |
| --------- | -------------------------------------------------- | --------------------- |
| 1970–1971 | "as much gold as IMF bought from South Africa"     |                       |
| 1976–1980 | 50 million ounces (1555 tons)                      |                       |
| 1999–2000 | 14 million ounces (435 tons)                       |                       |
| 2009–2010 | 13 million ounces (403 tons)                       | 200 tons to India     |
| 2009–2010 | 13 million ounces (403 tons)                       | 10 tons to Sri Lanka  |
| 2009–2010 | 13 million ounces (403 tons)                       | 10 tons to Bangladesh |
| 2009–2010 | 13 million ounces (403 tons)                       | 2 tons to Mauritius   |
| 2009–2010 | IMF holds a balance of 2,814.1 metric tons of gold |                       |

#### Захист від фінансової нестабільності
Золото, як і всі дорогоцінні метали, можна використовувати як хеджування від інфляції, дефляції або девальвації валюти, хоча його ефективність як такого ставиться під сумнів; історично воно не довело свою надійність як інструмент хеджування.
|                                   | Дол. США/унція |
| --------------------------------- | -------------- |
| У реальному вираженні (ІЦВ)       | 725            |
| У реальному вираженні (ІСЦ)       | 770            |
| Відносно доходу на душу населення | 800            |
| Відносно до S&P 500               | 900            |
| Проти міді                        | 1050           |
| Проти сирої нафти                 | 1400           |

#### Попит на ювелірні вироби та на промислове золото
На ювелірні вироби стабільно припадає понад дві третини річного попиту на золото. Індія є найбільшим споживачем в натуральному вираженні, на неї припадає 27% попиту в 2009 році, за нею йдуть Китай і США.
На промисловість, стоматологію та медицину припадає близько 12% попиту на золото. Золото має високу тепло- та електропровідність, а також високу стійкість до корозії та бактеріальної колонізації. Ювелірний і промисловий попит коливався протягом останніх кількох років через постійне зростання на ринках, що розвиваються, середнього класу, який прагне до західного способу життя, що компенсувалося фінансовою кризою 2008 року.

#### Переробка ювелірних виробів з золота
В останні роки переробка вживаних ювелірних виробів перетворилася на багатомільярдну індустрію. Термін «Готівка за золото» означає пропозицію готівки за продаж старих, зламаних або невідповідних золотих прикрас місцевим та онлайн-покупцям золота.

#### Війна, вторгнення та надзвичайний стан у країні
Коли долари були повністю конвертовані в золото за умов золотого стандарту, і те, й інше вважалися грошима. Однак багато людей вважали за краще носити з собою паперові банкноти, ніж дещо важчі та менш подільні золоті монети. Якщо люди боялися, що їхній банк збанкрутує, це могло призвести до втечі з банку. Це сталося в США під час Великої депресії 1930-х років, що змусило президента Рузвельта запровадити надзвичайний стан і видати указ № 6102, який забороняв «накопичення» золота громадянами США. Було лише одне кримінальне переслідування за цим наказом, і в цьому випадку федеральний суддя Джон М. Вулсі визнав його недійсним на тій технічній підставі, що наказ був підписаний президентом, а не міністром фінансів, як того вимагав закон.

## Інвестиційні інструменти

### Злитки

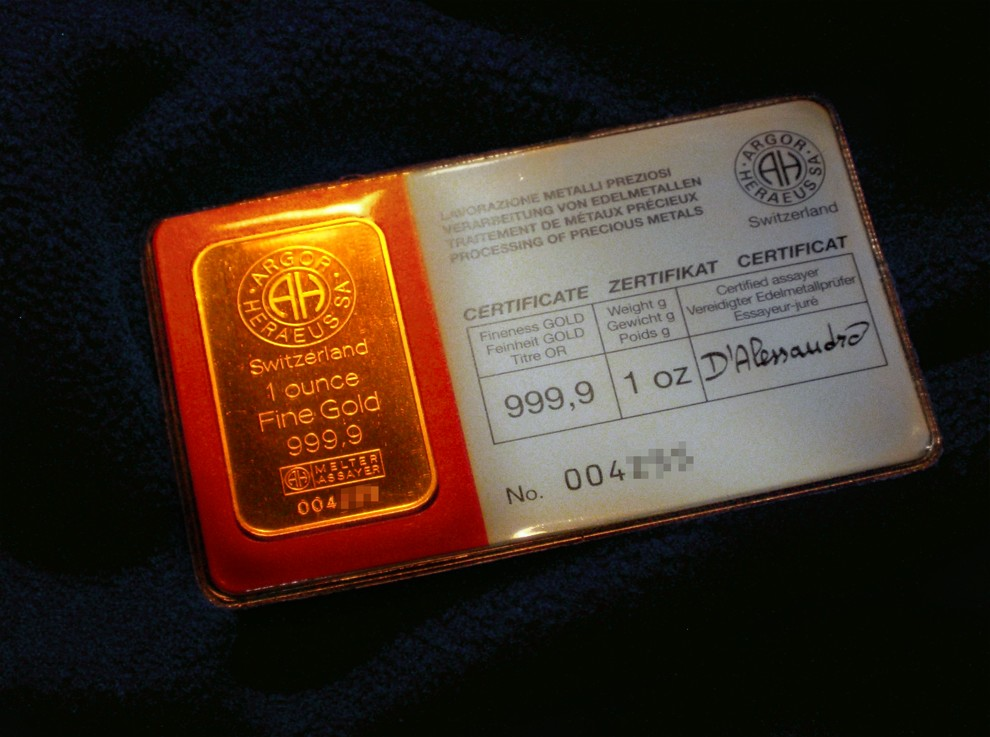
1 ozt золотий злиток із сертифікатом

Найтрадиційніший спосіб інвестування в золото – це купівля золотих злитків. У деяких країнах, таких як Канада, Австрія, Ліхтенштейн та Швейцарія, їх можна легко купити або продати у великих банках. Як варіант, є дилери злитків, які надають ту саму послугу. Злитки доступні в різних розмірах. Наприклад, у Європі зливки Good Delivery вагою приблизно 400 тройських унцій (12 кг).  1 кілограм (32,2 тройс. унція) також популярні злитки, хоча існує багато інших ваг, таких як 10 тройс. унція (310 г), 1 тройс. унція (31 г), 10 г, 100 г, 1 кг, 1 таель (50 г у Китаї) та 1 тола (11.3 г).
Злитки, як правило, мають нижчу цінову надбавку, ніж золоті монети в зливках. Однак більші злитки мають підвищений ризик підробки через менш суворі вимоги до зовнішнього вигляду. У той час як монети у зливках можна легко зважити і порівняти з відомими значеннями, щоб підтвердити їхню справжність, більшість зливків не піддаються цьому, і покупці золота часто проводять повторний аналіз зливків. Більші злитки також мають більший об'єм, в якому можна створити часткову підробку, використовуючи порожнину, заповнену вольфрамом, що може бути не виявлено при аналізі. Вольфрам ідеально підходить для цієї мети, оскільки він набагато дешевший за золото, але має таку ж щільність (19,3 г/см3).
Зливки з хорошою поставкою, що знаходяться в системі Лондонського ринку зливків (LBMA), мають ланцюжок зберігання, який можна перевірити, починаючи від афінажу і пробірного контролю і закінчуючи зберіганням у сховищах, визнаних LBMA. Зливки в системі LBMA можна легко купувати і продавати. Якщо злиток вилучається зі сховищ і зберігається поза ланцюгом забезпечення цілісності, наприклад, вдома або в приватному сховищі, він повинен пройти повторний пробірний аналіз, перш ніж його можна буде повернути в ланцюг LBMA. Цей процес описано в «Правилах належної доставки» LBMA.
До «простежуваного ланцюга зберігання» LBMA входять як переробники, так і сховища. І ті, і інші повинні відповідати суворим правилам. Зливки від цих надійних афінажних підприємств продаються членами LBMA за номінальною вартістю без пробірного аналізу. Купуючи злитки у дилера-члена LBMA і зберігаючи їх у визнаному LBMA сховищі, клієнти уникають необхідності повторного пробірного аналізу або незручностей, пов'язаних з витратами часу і коштів[1]. Однак це не є 100% гарантією; наприклад, Венесуела перемістила своє золото через політичний ризик для неї. І як показує минуле, ризик може існувати навіть у країнах, які вважаються демократичними і стабільними; наприклад, у США в 1930-х роках золото було конфісковано урядом, а легальне переміщення було заборонено.
Зусилля щодо боротьби з підробкою золотих злитків включають кінебари, які використовують унікальну голографічну технологію та виготовляються на нафтопереробному заводі Argor-Heraeus у Швейцарії.

### Монети
Золоті монети – поширений спосіб володіння золотом. Ціна на злитки золота визначається відповідно до їхньої ваги, плюс невелика премія, що базується на попиті та пропозиції (на відміну від нумізматичних золотих монет, ціна на які визначається переважно на основі попиту та пропозиції, залежно від рідкості та стану).
Розміри злитків монет коливаються від 0,1 до 2 тройських унцій (від 3,1 до 62,2 г), причому розмір в 1 тройську унцію (31 г) є найпопулярнішим і легкодоступним.
Крюгерранд — найпоширеніша золота монета в злитках, яка має 46 мільйонів тройських унцій (1 400 тонн) в обігу. Інші поширені золоті зливкові монети включають австралійський золотий самородок (кенгуру), австрійський філармонійний орден ( філармонія ), австрійську корону 100, канадський золотий кленовий лист, китайську золоту панду, малайзійський кіджанг емас, французький Наполеон або Луї д'Ор, мексиканську золоту монету 50 песо, британський соверен, американський золотий орел та американський буйвол .
Монети можна придбати у різних дилерів, як великих, так і малих. Підроблені золоті монети є поширеними і зазвичай виготовляються зі сплавів із золотим шаром.

### Золоті кругляші
Золоті круглі монети виглядають як золоті монети, але вони не мають валютної вартості. Вони мають подібні розміри, як і золоті монети, включаючи 0,05 тройської унції (1,6 г), 1 тройську унцію (31 г) і більше. На відміну від золотих монет, золоті круглі монети зазвичай не містять додаткових металів, доданих для підвищення міцності, і їх не потрібно виготовляти на державному монетному дворі, що дозволяє золотим круглим монетам мати нижчу вартість порівняно із золотими монетами. З іншого боку, золоті круглі монети зазвичай не є такими колекційними, як золоті монети.

### Біржові продукти
Біржові продукти золота можуть включати біржові фонди (ETF),[1] біржові облігації (ETN) та закриті фонди (CEF), які торгуються як акції на основних фондових біржах. Перший золотий ETF, Gold Bullion Securities (тікер "GOLD"), був запущений у березні 2003 року на Австралійській фондовій біржі та спочатку представляв рівно 0,1 тройської унції (3,1 г) золота. Станом на листопад 2010 року SPDR Gold Shares є другим за величиною біржовим фондом у світі за ринковою капіталізацією.
Біржові золоті продукти (ETP) – це простий спосіб отримати доступ до ціни золота без незручностей, пов'язаних зі зберіганням фізичних злитків. Однак біржові золоті інструменти, навіть ті, що зберігають фізичне золото на користь інвестора, несуть ризики, що перевищують ті, що властиві самому дорогоцінному металу. Наприклад, найпопулярніший золотий ETP (GLD) зазнав широкої критики і навіть порівнювався з іпотечними цінними паперами через особливості своєї складної структури.
Зазвичай за торгівлю золотими ETP стягується невелика комісія, а також невелика річна плата за зберігання. Щорічні витрати фонду, такі як плата за зберігання, страхування та управління, стягуються шляхом продажу невеликої кількості золота, представленої кожним сертифікатом, тому кількість золота в кожному сертифікаті поступово зменшуватиметься з часом.
Біржові фонди, або ETF, – це інвестиційні компанії, які юридично класифікуються як відкриті компанії або пайові інвестиційні трасти (UIT), але відрізняються від традиційних відкритих компаній та UIT. Основні відмінності полягають у тому, що ETF не продають акції безпосередньо інвесторам, а випускають свої акції у вигляді так званих «творчих одиниць» (великих блоків, таких як блоки по 50 000 акцій). Крім того, створені одиниці можна придбати не за готівку, а за кошик цінних паперів, що відображає портфель ETF. Зазвичай створені одиниці дробляться та перепродаються на вторинному ринку.
Акції ETF можна продати двома способами: інвестори можуть продати окремі акції іншим інвесторам або ж вони можуть продати Created Units назад ETF. Крім того, ETF зазвичай викуповують Created Units, надаючи інвесторам цінні папери, що складають портфель, замість готівки. Через обмежену можливість викупу акцій ETF, ETF не вважаються і не можуть називати себе взаємними фондами.

### Сертифікати
Золоті сертифікати дозволяють інвесторам у золото уникнути ризиків і витрат, пов'язаних з передачею та зберіганням фізичних злитків (таких як крадіжка, великий розрив між ціною попиту та пропозиції, а також витрати на металургійне пробірне дослідження), беручи на себе інший набір ризиків і витрат, пов'язаних із самим сертифікатом (таких як комісії, плата за зберігання та різні види кредитного ризику).
Банки можуть випускати золоті сертифікати на золото, яке є розподіленим (повністю зарезервованим) або нерозподіленим (об'єднаним). Нерозподілені золоті сертифікати є формою часткового резервного банкінгу та не гарантують рівного обміну на метал у разі масового вилучення золота з депозиту банку-емітента. Розподілені золоті сертифікати повинні бути пов'язані з певними пронумерованими злитками, хоча важко визначити, чи банк неправильно розподіляє один злиток між кількома сторонами.
Першими паперовими банкнотами були золоті сертифікати. Вони були вперше випущені в 17 столітті, коли їх використовували ювеліри в Англії та Нідерландах для клієнтів, які зберігали депозити золотих злитків у своїх сховищах для безпечного зберігання. Два століття потому золоті сертифікати почали випускатися в Сполучених Штатах, коли Казначейство США випустило такі сертифікати, які можна було обміняти на золото. Уряд Сполучених Штатів вперше дозволив використання золотих сертифікатів у 1863 році. 5 квітня 1933 року уряд США обмежив приватну власність на золото в Сполучених Штатах, і тому золоті сертифікати перестали обігатися як гроші (це обмеження було скасовано 1 січня 1975 року). Сьогодні золоті сертифікати все ще випускаються програмами золотих пулів в Австралії та Сполучених Штатах, а також банками в Німеччині, Швейцарії та В'єтнамі.

### Рахунки
Існує багато типів золотих «рахунків». Різні рахунки передбачають різні типи посередництва між клієнтом і його золотом. Однією з найважливіших відмінностей між рахунками є те, чи зберігається золото на розподіленій (повністю зарезервованій) або нерозподіленій (об'єднаній) основі. Нерозподілені золоті рахунки є формою часткового резервування і не гарантують рівноцінного обміну на метал у разі вилучення золота з депозиту емітента. Іншою важливою відмінністю є сила вимоги власника рахунку на золото у випадку, якщо адміністратор рахунку зіткнеться із зобов'язаннями, деномінованими в золоті (наприклад, через коротку або відкриту коротку позицію по золоту), конфіскацією активів або банкрутством.
Багато банків пропонують золоті рахунки, на яких золото можна миттєво купити або продати так само, як і будь-яку іноземну валюту на основі часткового резервування. Швейцарські банки пропонують подібну послугу на основі повного резервування. Об'єднані рахунки, такі як ті, що пропонуються деякими провайдерами, полегшують високоліквідні, але нерозподілені вимоги на золото, що належить компанії. Системи цифрових золотих валют працюють подібно до пул-рахунків і додатково дозволяють здійснювати прямий переказ взаємозамінного золота між учасниками сервісу. Інші оператори, навпаки, дозволяють клієнтам створювати заставу на розподілене (не взаємозамінне) золото, яке стає законною власністю покупця.
Інші платформи забезпечують ринок, на якому фізичне золото виділяється покупцеві в точці продажу і стає його юридичною власністю. Ці провайдери є лише зберігачами клієнтських злитків, які не відображаються на їхньому балансі.
Як правило, банки, що працюють зі злитками, мають справу лише з партіями від 1 000 тройських унцій (31 кг) і більше на розподілених або нерозподілених рахунках. Для приватних інвесторів сховища золота пропонують приватним особам отримати право власності на професійно зберігається золото, починаючи з мінімальних інвестиційних вимог у кілька тисяч доларів США або злитків вагою від одного грама.

### Деривативи, CFD та ставки на спред
Деривативи, такі як форварди, ф'ючерси та опціони на золото, наразі торгуються на різних біржах по всьому світу та позабіржово (OTC) безпосередньо на приватному ринку. У США ф'ючерси на золото торгуються переважно на Нью-Йоркській товарній біржі (COMEX) та Euronext.liffe . В Індії ф'ючерси на золото торгуються на Національній товарній та деривативній біржі (NCDEX) та Багатотоварній біржі (MCX). 
Починаючи з 2009 року власники ф'ючерсів на золото на COMEX зіткнулися з проблемами в отриманні свого металу. Поряд з хронічними затримками поставок, деякі інвестори отримали злитки, які не відповідали їхнім контрактам за серійним номером та вагою. Ці затримки не можна легко пояснити повільним переміщенням товарів на складах, оскільки щоденні звіти про ці переміщення свідчать про незначну активність. Через ці проблеми існують побоювання, що COMEX може не мати достатнього запасу золота для забезпечення наявних складських квитанцій.
За межами США низка фірм пропонують торгівлю золотом за допомогою контрактів на різницю цін (CFD) або дозволяють робити ставки на спред на ціну золота.

### Гірничодобувні компанії
Замість того, щоб купувати саме золото, інвестори можуть купувати компанії, які його видобувають, у вигляді акцій золотодобувних компаній. Якщо ціна на золото зростає, можна очікувати, що прибутки золотодобувної компанії збільшаться, а вартість компанії зросте, і, ймовірно, ціна акцій також зросте. Однак є багато факторів, які слід враховувати, і не завжди ціна акцій зростає разом зі зростанням ціни на золото. Копальні є комерційними підприємствами і схильні до таких проблем, як затоплення, просідання ґрунту і руйнування конструкцій, а також неефективне управління, негативна реклама, націоналізація, крадіжки і корупція. Такі фактори можуть знизити ціни на акції гірничодобувних компаній.
Ціна на золоті злитки є волатильною, але нехеджовані золоті акції та фонди вважаються ще більш ризикованими та волатильними. Ця додаткова волатильність пов'язана з притаманним гірничодобувному сектору левериджем. Наприклад, якщо ви володієте акцією золотодобувної шахти, де собівартість видобутку становить 300 доларів США за тройську унцію (9,6 доларів США за грам), а ціна золота - 600 доларів США за тройську унцію (19 доларів США за грам), то маржа прибутку шахти становитиме 300 доларів США. Підвищення ціни на золото на 10% до 660 доларів за тройську унцію (21 долар за грам) збільшить цю маржу до 360 доларів, що означає 20% зростання прибутковості шахти і, можливо, 20% зростання ціни на акції. Крім того, за вищих цін видобуток більшої кількості унцій золота стає економічно вигідним, що дозволяє компаніям збільшувати виробництво. І навпаки, рух акцій також посилює падіння ціни на золото. Наприклад, падіння ціни на золото на 10% до $540 за тройську унцію ($17/г) зменшить маржу до $240, що означає падіння прибутковості шахти на 20% і, можливо, зниження ціни акцій на 20%.
Щоб зменшити цю волатильність, деякі золотодобувні компанії хеджують ціну на золото на 18 місяців наперед. Це забезпечує гірничодобувній компанії та інвесторам менший ризик короткострокових коливань цін на золото, але зменшує прибутки, коли ціна на золото зростає.

## Інвестиційні стратегії

### Фундаментальний аналіз
Інвестори за допомогою фундаментального аналізу аналізують макроекономічну ситуацію, яка включає міжнародні економічні показники, такі як темпи зростання ВВП, інфляція, процентні ставки, продуктивність праці та ціни на енергоносії.  Вони також проаналізують щорічну світову пропозицію та попит на золото.

### Золото проти акцій

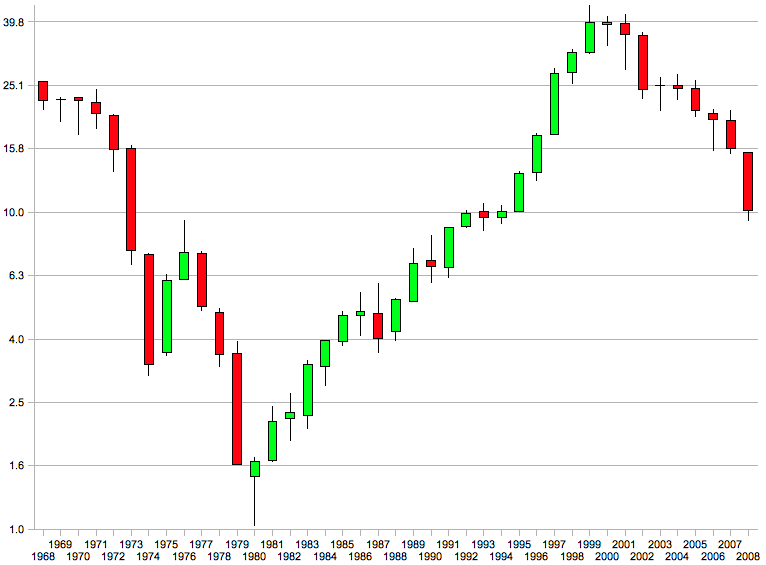
Коефіцієнт Dow Jones/золото 1968–2008

Ефективність золотих злитків часто порівнюють з акціями як різними інвестиційними інструментами. Дехто розглядає золото як засіб збереження вартості (без зростання), тоді як акції розглядаються як засіб повернення вартості (тобто, зростання від очікуваного реального зростання цін плюс дивіденди). Акції та облігації демонструють найкращі результати у стабільному політичному кліматі з сильними правами власності та незначними потрясіннями. На графіку, що додається, показано вартість промислового індексу Доу-Джонса, поділену на ціну унції золота. З 1800 року акції постійно зростали в ціні порівняно із золотом, частково завдяки стабільності американської політичної системи. Це зростання мало циклічний характер, коли за тривалими періодами зростання акцій слідували тривалі періоди зростання золота. Індекс Dow Industrials досягнув співвідношення 1:1 із золотом у 1980 році (кінець ведмежого ринку 1970-х років) і продовжував зростати протягом 1980-х і 1990-х.[2] Пік цін на золото 1980 року також збігся з вторгненням Радянського Союзу в Афганістан і загрозою глобальної експансії комунізму. Співвідношення досягло піку 14 січня 2000 року, значення 41,3, і відтоді різко впало.

Один з аргументів випливає з того, що в довгостроковій перспективі висока волатильність золота порівняно з акціями та облігаціями означає, що золото не утримує свою вартість порівняно з акціями та облігаціями:
Візьмемо екстремальний приклад [цінової волатильності]: якщо долар, вкладений в облігації у 1801 році, коштував би майже тисячу доларів у 1998 році, то долар, вкладений в акції того ж року, коштував би понад півмільйона доларів у реальному вираженні. Тим часом долар, інвестований у золото у 1801 році, у 1998 році коштував би лише 78 центів.

### Використання фінансового важілю
Інвестори можуть використовувати кредитне плече (фінансовий важіль, леверидж), позичаючи гроші під заставу наявних активів, а потім купуючи або продаючи золото за рахунок позичених коштів. Леверидж також є невід'ємною частиною торгівлі деривативами на золото і нехеджованими акціями золотодобувних компаній. Кредитне плече або деривативи можуть збільшити інвестиційні прибутки, але також збільшують відповідний ризик втрати капіталу, якщо тренд зміниться на протилежний.

## Оподаткування
Золото займає особливу позицію на ринку з багатьма податковими режимами. Оподаткування золота регулюється дуже по-різному в різних країнах світу і залежить від відповідного національного законодавства. Як правило, розрізняють інвестиційне золото, золоті ювелірні вироби та фінансові продукти, такі як ETF або ф'ючерси.
- Податок на додану вартість (ПДВ), податок з продажу: Інвестиційне золото, таке як злитки і монети з високим ступенем чистоти, звільнено від ПДВ у багатьох країнах. Інвестиційне золото має пільговий режим оподаткування в Європейському Союзі[53] та Швейцарії.[54] Натомість золоті ювелірні вироби обкладаються податком з продажу в більшості країн, оскільки вважаються споживчими товарами.
- Податок на приріст капіталу: Прибуток від продажу інвестиційного золота в багатьох країнах розглядається як приріст капіталу і відповідно оподатковується. У США спеціальні податкові ставки застосовуються до фізичного золота, яке також оподатковується по-різному в різних штатах. У Швейцарії, наприклад, не стягується податок на приріст капіталу з приватних продажів золота. В інших країнах, наприклад, в Австралії, можуть застосовуватися знижені податкові ставки, якщо золото зберігається більше року.[55]
- Імпортні мита: Деякі країни, такі як Індія, накладають високі імпортні мита на золото, щоб захистити свою внутрішню економіку і торговельний баланс.[56]
- Віртуальне золото: Торгівля золотом у вигляді фінансових продуктів, таких як ETF або ф'ючерси, підлягає спеціальному податковому регулюванню в більшості країн. Прибуток від цих інвестицій часто класифікується як приріст капіталу і оподатковується за відповідними податковими ставками.[57]

Податковий режим відносно золота часто відображає пріоритети економічної політики, такі як захист вітчизняної промисловості або заохочення інвестицій. З огляду на складні та специфічні для кожної країни правила, досконале знання застосовних податкових норм має вирішальне значення для інвесторів і трейдерів.

## Шахрайство та афери
Золото приваблює різні форми шахрайства. Ось деякі з найпоширеніших:
- Готівка за золото - зі зростанням вартості золота під час фінансової кризи 2008 року з'явилося багато компаній, які купують особисте золото в обмін на готівку або продають інвестиції в золоті злитки і монети. Деякі з них мають плідні маркетингові плани і високопоставлених представників, таких як колишні віце-президенти. Багато з цих компаній перебувають під слідством за різноманітними звинуваченнями у шахрайстві з цінними паперами, а також у відмиванні грошей для терористичних організацій.[58][59][60][61] Крім того, з огляду на те, що право власності часто не перевіряється, багато компаній вважаються такими, що отримують крадене майно, і розглядаються численні закони як методи боротьби з цим.[62][63]
- Високоприбуткові інвестиційні програми - HYIPs зазвичай є просто переодягненими фінансовими пірамідами, які не мають під собою ніякої реальної цінності. Використання золота в їхніх проспектах робить їх більш солідними та надійними.[64]
- Шахрайство з авансовими платежами - в Інтернеті циркулюють різні електронні листи для покупців або продавців до 10 000 метричних тонн золота (кількість, що перевищує запаси Федеральної резервної системи США). Використовуючи фальшиві юридичні фрази, такі як «Швейцарська процедура» або «FCO» (Повна корпоративна пропозиція), наївні посередники видають себе за надійних брокерів. Кінцева мета цих афер різна: деякі намагаються виманити у невинних покупців/продавців невелику «перевірочну» суму (в надії укласти велику угоду)[65], а інші зосереджені на тому, щоб спустошити банківські рахунки своїх жертв.[66]
- Продавці золотого пилу - ця афера переконує інвестора придбати пробну кількість справжнього золота, а потім в кінцевому підсумку поставляє латунну стружку або щось подібне..
- Підроблені золоті монети.[67]
- Акції шахрайських гірничодобувних компаній, які не мають золотих запасів або потенціалу знайти золото. Наприклад, скандал з Bre-X у 1997 році.[68]
- Були випадки шахрайства, коли продавець залишав золото у себе.[69] На початку 1980-х років, коли ціни на золото були високими, двома найбільшими шахрайствами були Міжнародна біржа золотих злитків та Золотий резерв Північної Америки.[70] Зовсім недавно шахрайство 2008 року на e-Bullion призвело до збитків для інвесторів, які були відшкодовані їм лише у квітні 2019 року.[71]

### Рідкі речовини як інвестиції
- Діаманти як інвестиції
- Паладій як інвестиції
- Платина як інвестиції
- Срібло як інвестиції